# Ombre (héraldique)
Pour les articles homonymes, voir Ombre (homonymie).

Bandé de gueules et d’argent, à une ombre de lion brochant sur le tout, à la bordure engrêlée d’or.

En héraldique, une ombre est la représentation d'un meuble par son seul contour, sans modification des couleurs d'arrière-plan.